# 斯科特鎮區 (內布拉斯加州霍爾特縣)
斯科特鎮區（英語：Scott Township）是位於美國內布拉斯加州霍爾特縣的一個行政鎮區。

## 地方資料
斯科特鎮區的面積為172.15平方千米，當中陸地面積為171.19平方千米，而水域面積為0.96平方千米。根據2020年美國人口普查的數據，當地共有人口41人，而人口密度為每平方千米0.24人。